# The Hurdy Gurdy Man
Albums de Donovan
Donovan in Concert
(1968) Barabajagal
(1969)
The Hurdy Gurdy Man est le sixième album studio de Donovan, sorti en octobre 1968.

## Titres
Toutes les chansons sont de Donovan Leitch, sauf mention contraire.

### Face 1
1. Hurdy Gurdy Man – 3:13
2. Peregrine – 3:34
3. The Entertaining of a Shy Girl – 1:39
4. As I Recall It – 2:06
5. Get Thy Bearings – 2:47
6. Hi It's Been a Long Time – 2:32
7. West Indian Lady – 2:15

### Face 2
1. Jennifer Juniper – 2:40
2. The River Song (Leitch, David J. Mills)  – 2:14
3. Tangier (Mills) – 4:10
4. A Sunny Day (Leitch, Mills) – 1:52
5. The Sun Is a Very Magic Fellow – 3:31
6. Teas – 2:29